# Códice Mendoza
El Códice Mendoza (o Mendocino) es un códice de manufactura mexica, hecho en los años 1540 en papel europeo. Posterior a la Conquista de México, fue elaborado por tlacuilos (escribas pintores) mexicas, quienes usaron el sistema pictoglífico antiguo sobre un formato de tipo biombo. Después, un escriba español añadió glosas en escritura alfabética y en castellano interpretando lo plasmado por los tlacuilos con ayuda de intérpretes indígenas.
Debe su nombre al hecho de que fue encargado por el primer virrey de la Nueva España, don Antonio de Mendoza, que desempeñó su cargo de 1535 a 1550, para enviar a Carlos V informes sobre los mexicas. Probablemente sus fuentes sean varios códices originales copiados por los tlacuilos aunque alguna de sus partes fuese obra original de los indígenas especialistas en esta actividad. Parece claro que la llamaran "Matrícular", la sección segunda.

## Contenido
Originalmente el códice fue concebido en el formato antiguo a manera de biombo, pero después de entregarlo a los españoles, estos pensaron que el rey de España no entendería el códice y decidieron reconstruirlo y agregar anotaciones a los dibujos para explicarlos, en este proceso se perdió la gran parte del verdadero significado de los dibujos y sus colores, así pues el códice quedó constituido por 71 hojas, con filigrana de manufactura europea, encuadernadas hacia el siglo XVIII, dividido en tres partes:
- 1. Sección I (16 páginas), en la que se enumeran los gobernantes mexicas y sus conquistas desde 1325 a 1521.
- 2. Sección 2 (39 páginas), donde se muestran los altépetl sometidos al dominio mexica y sus tributaciones. Probablemente sus autores se basaron en la Matrícula de Tributos, así como en otros códices antiguos e informantes indígenas.
- 3. Sección III (16 páginas), donde se dibujaron aspectos de la vida cotidiana de los mexicas.

Y en la última se daban descripciones detalladas del nombre en sí.

### Sección I

#### Galería

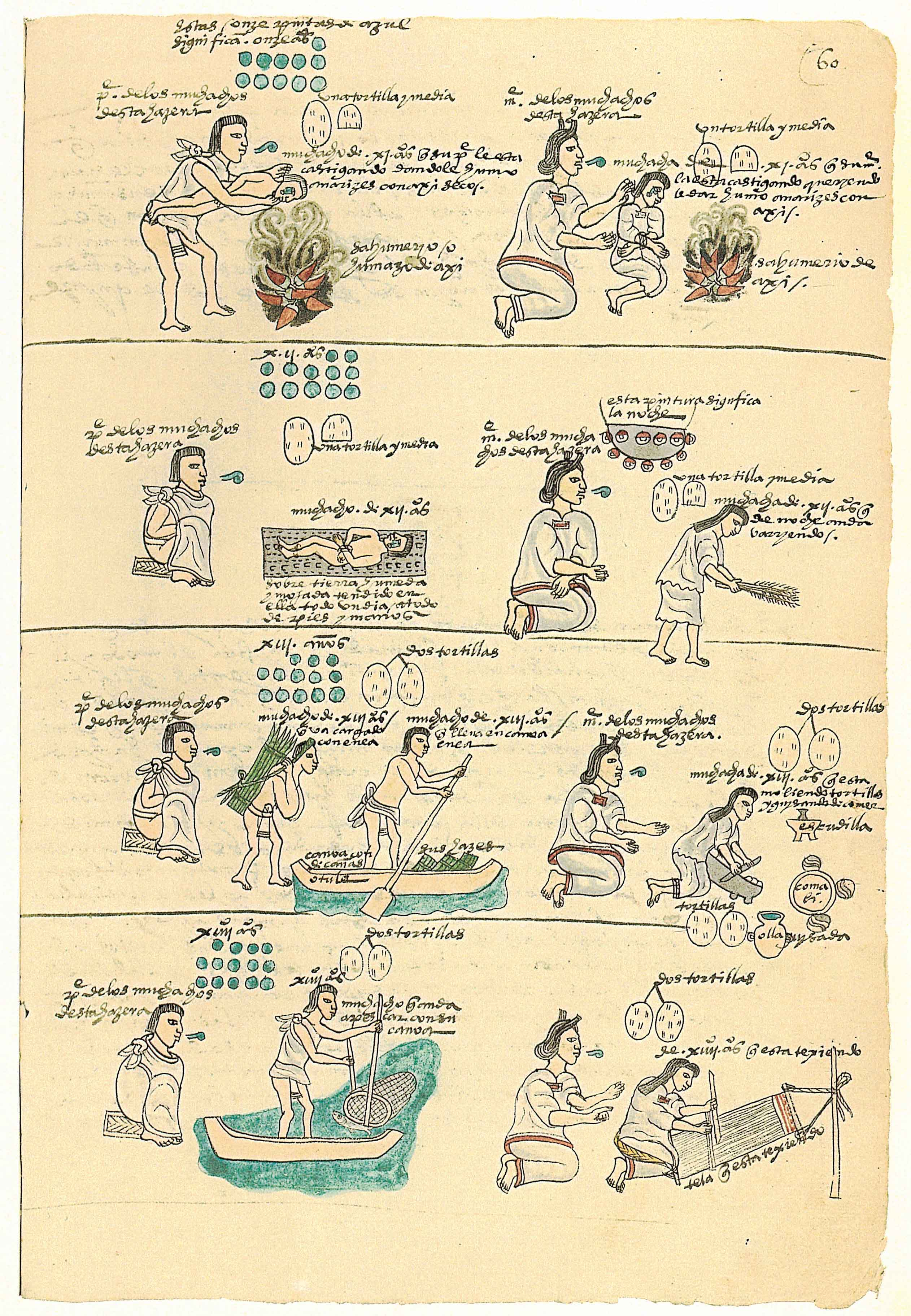
Folio 60 recto Castigos y tareas de los niños de 11 a 14 años de edad.
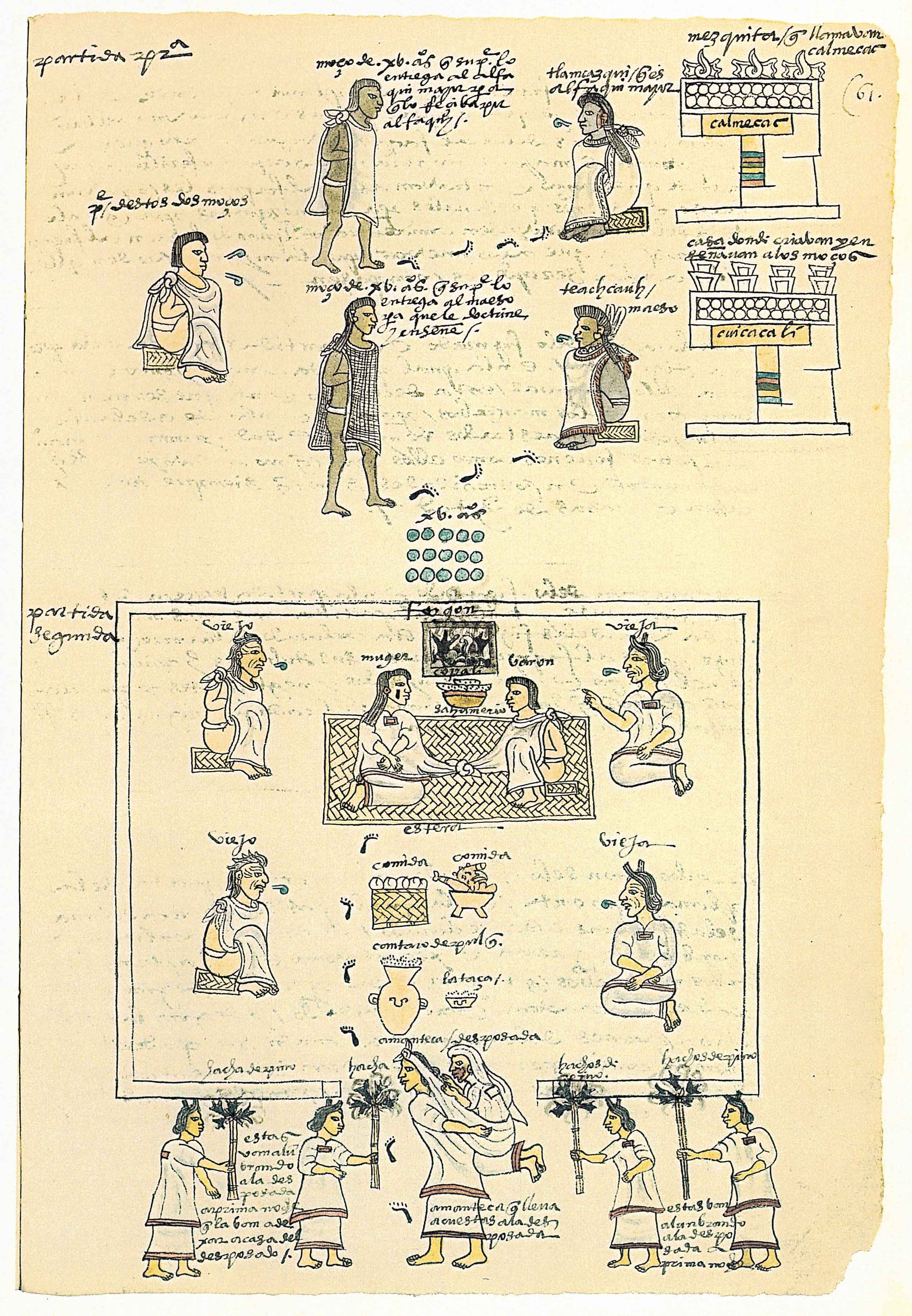
Folio 61 recto Jóvenes de 15 años iniciando entrenamiento como militares o sacerdotes. Debajo, una joven de 15 años se casa.
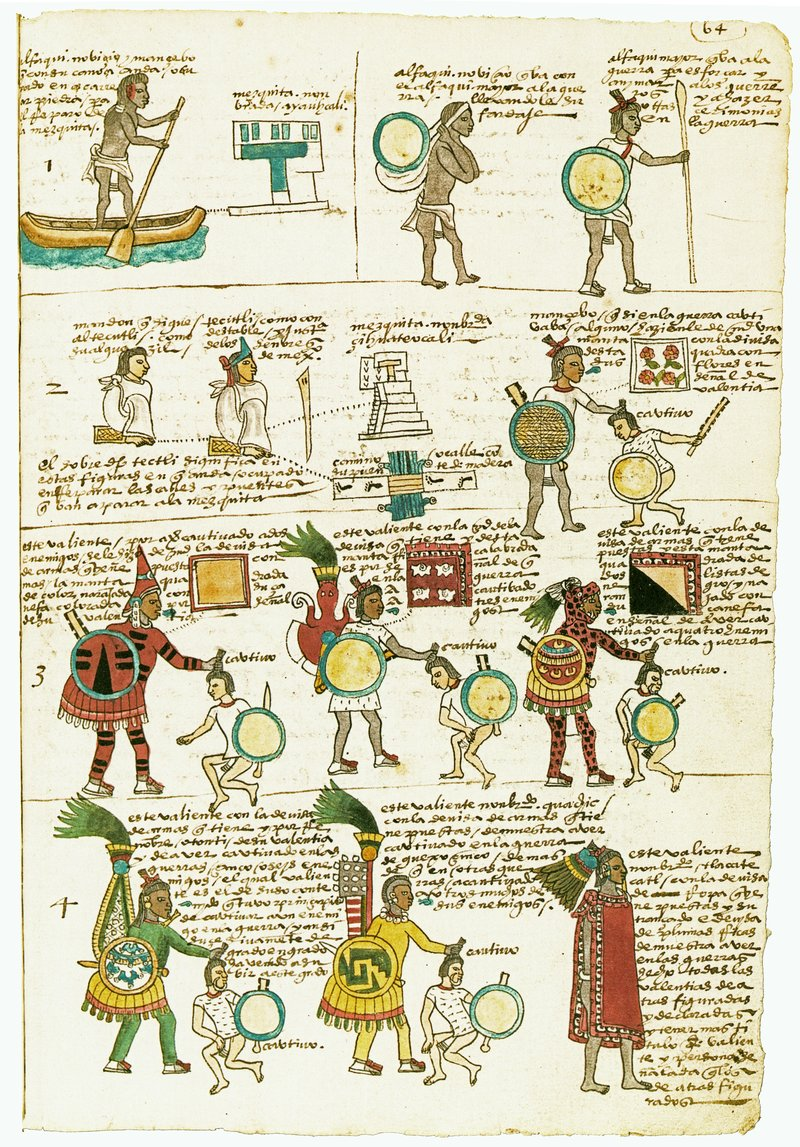
Folio 64 recto Honores de sacerdotes novicios Rangos asignados a los guerreros.
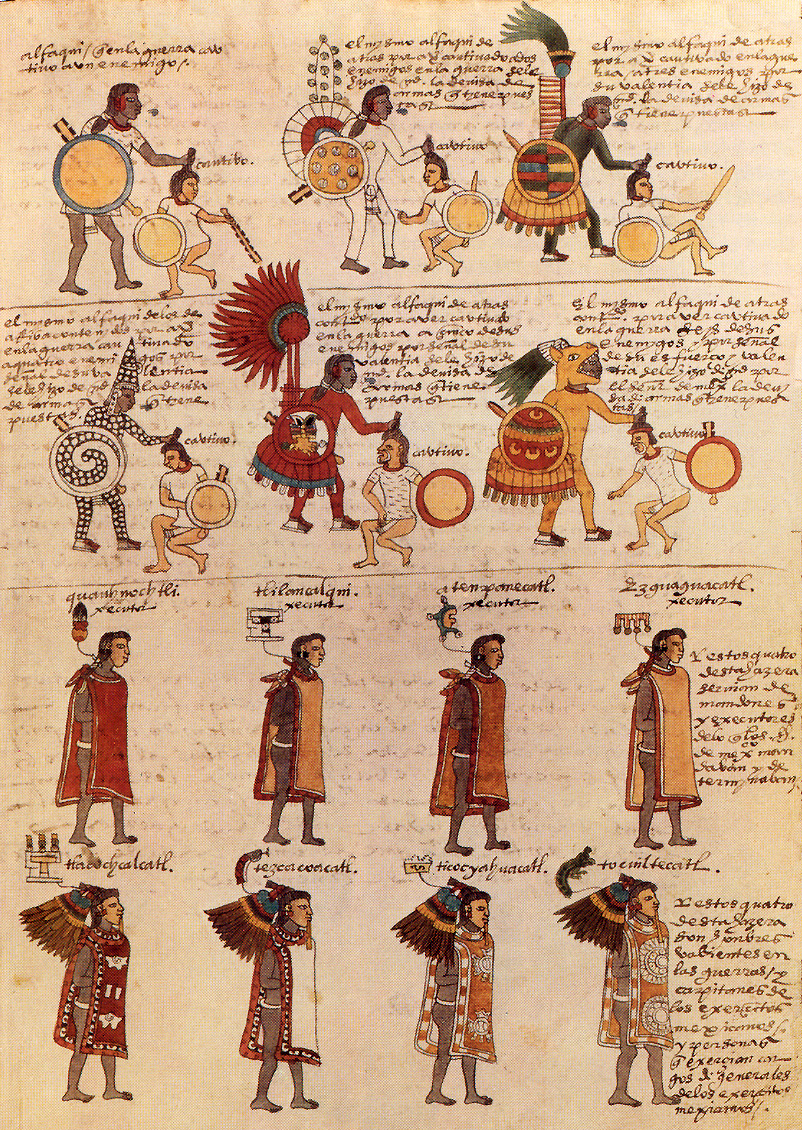
Folio 65 recto Rangos asignados a los sacerdotes-guerreros Oficiales imperiales.
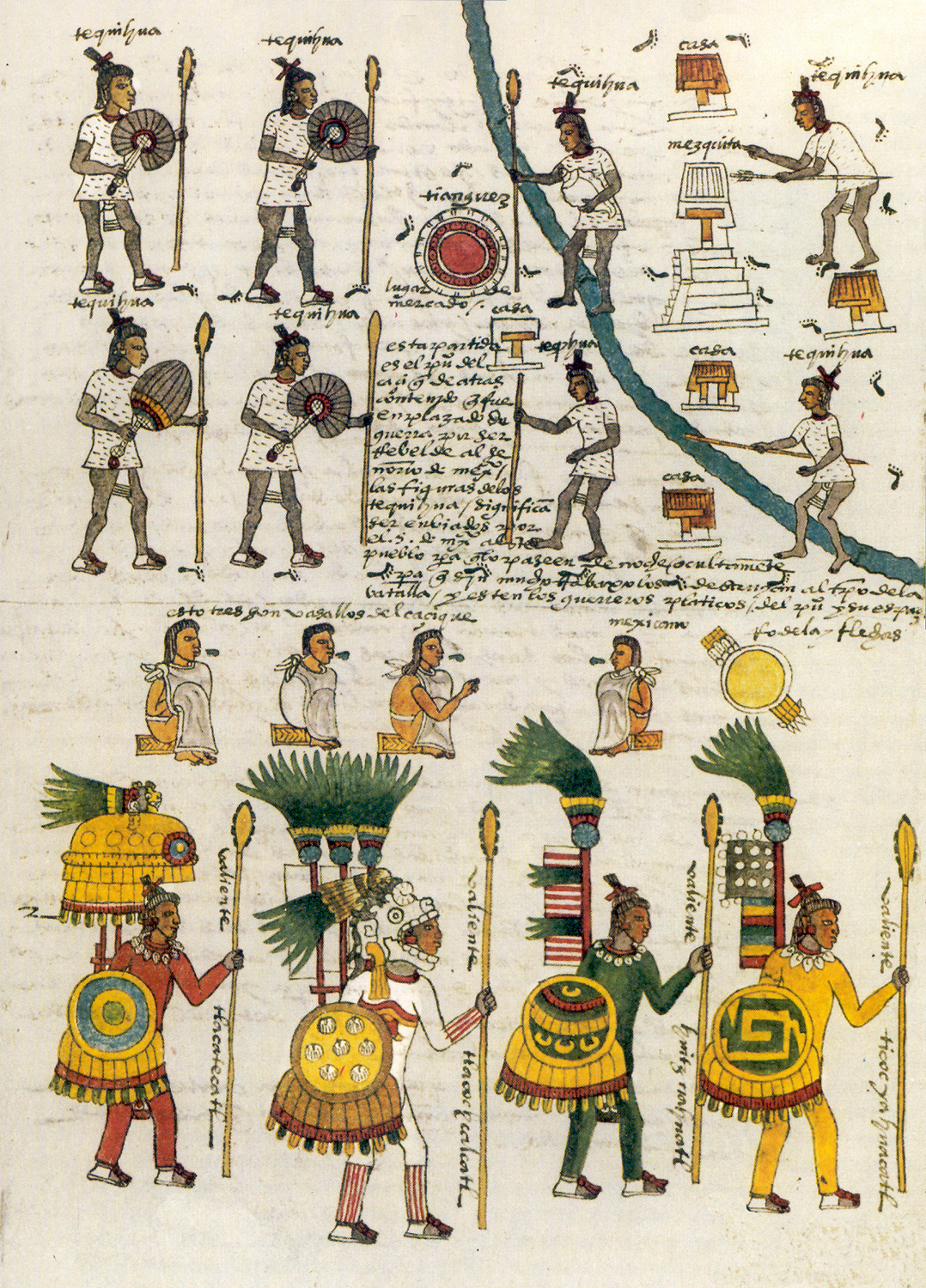
Folio 67 recto
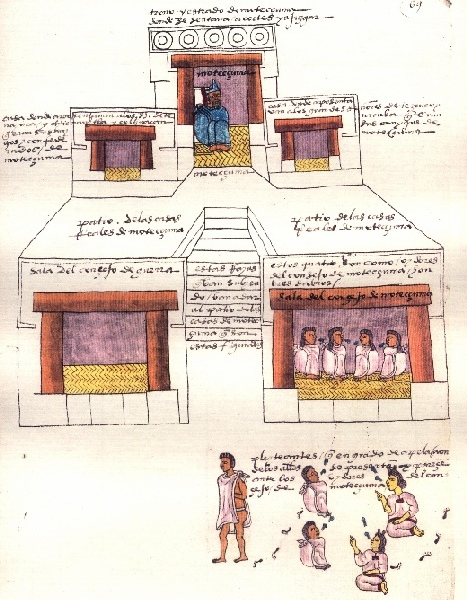
Folio 69 recto Teocalli de Moctezuma Xocoyotzin.

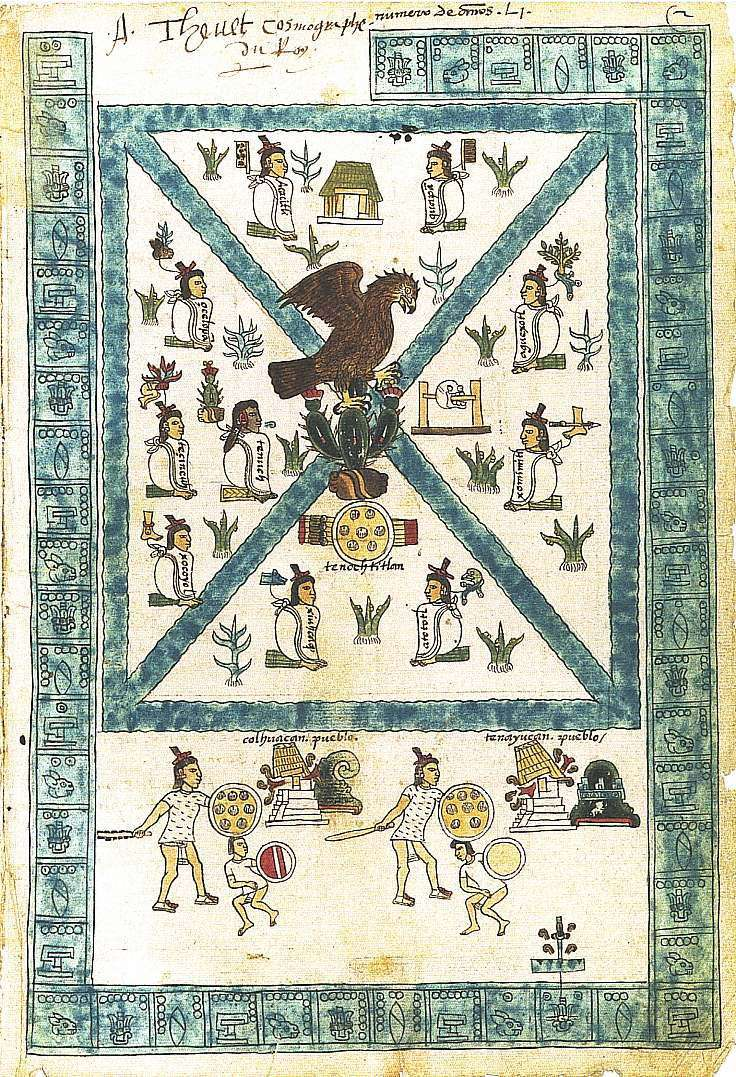
Folio 2 recto Fundación de Tenochtitlan.
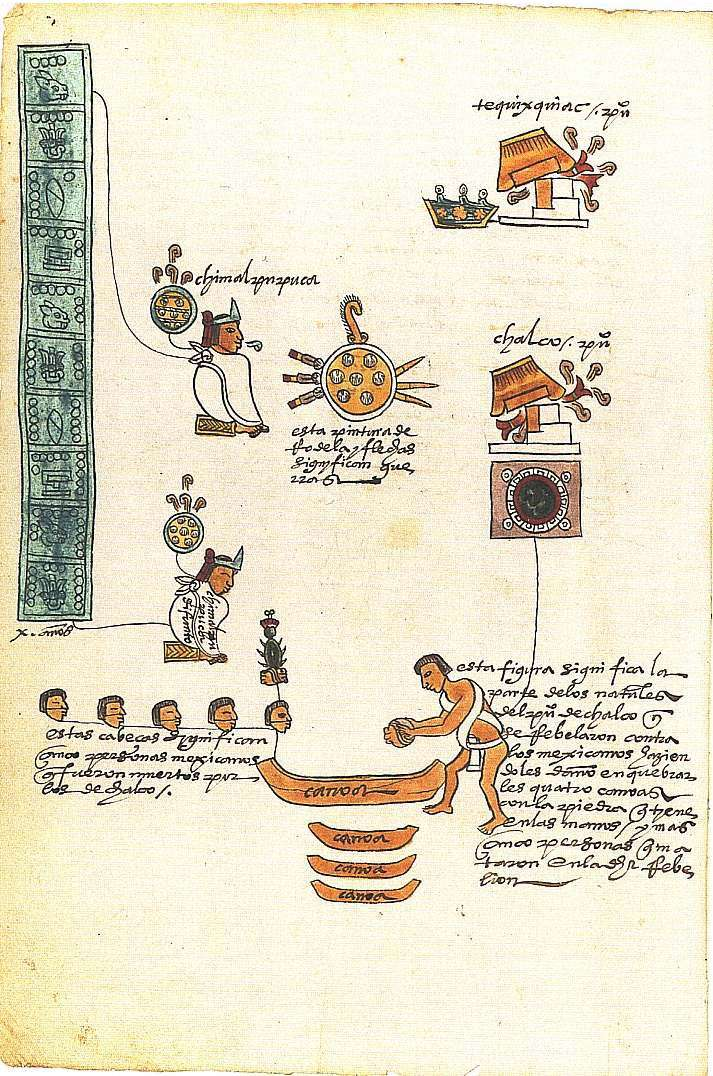
Folio 4 verso Conquistas de Chimalpopoca.
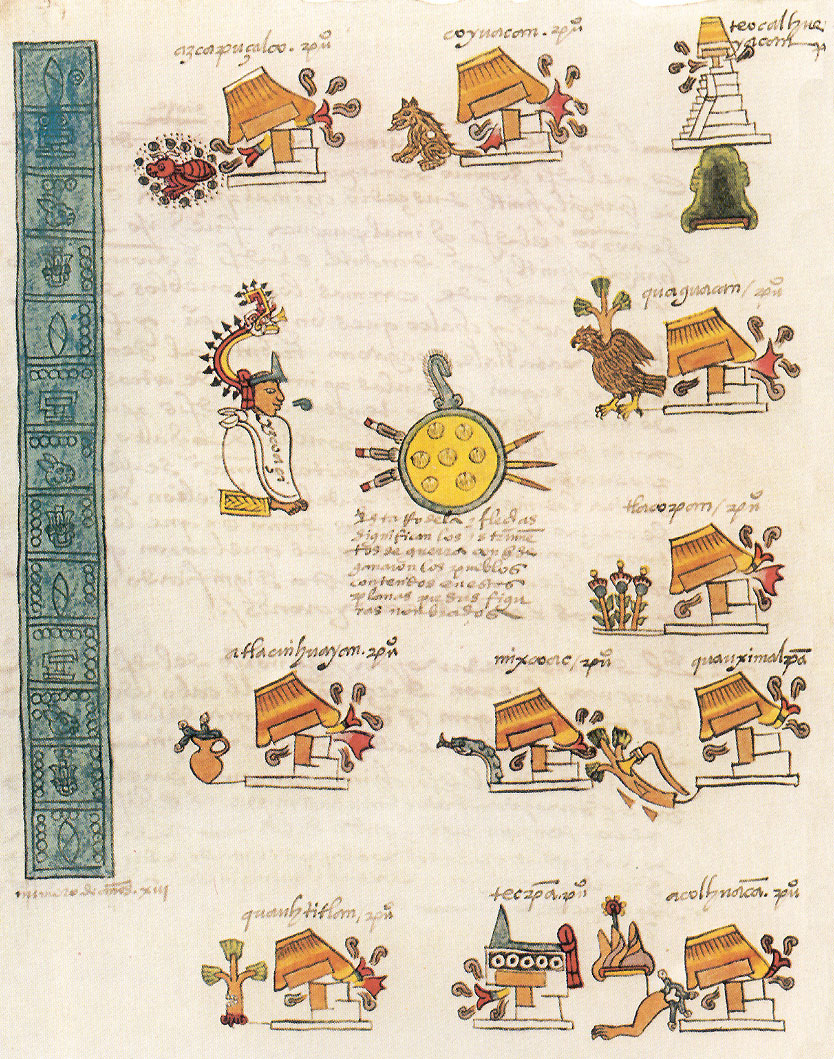
Folio 5 verso Conquistas de Itzcoatl.
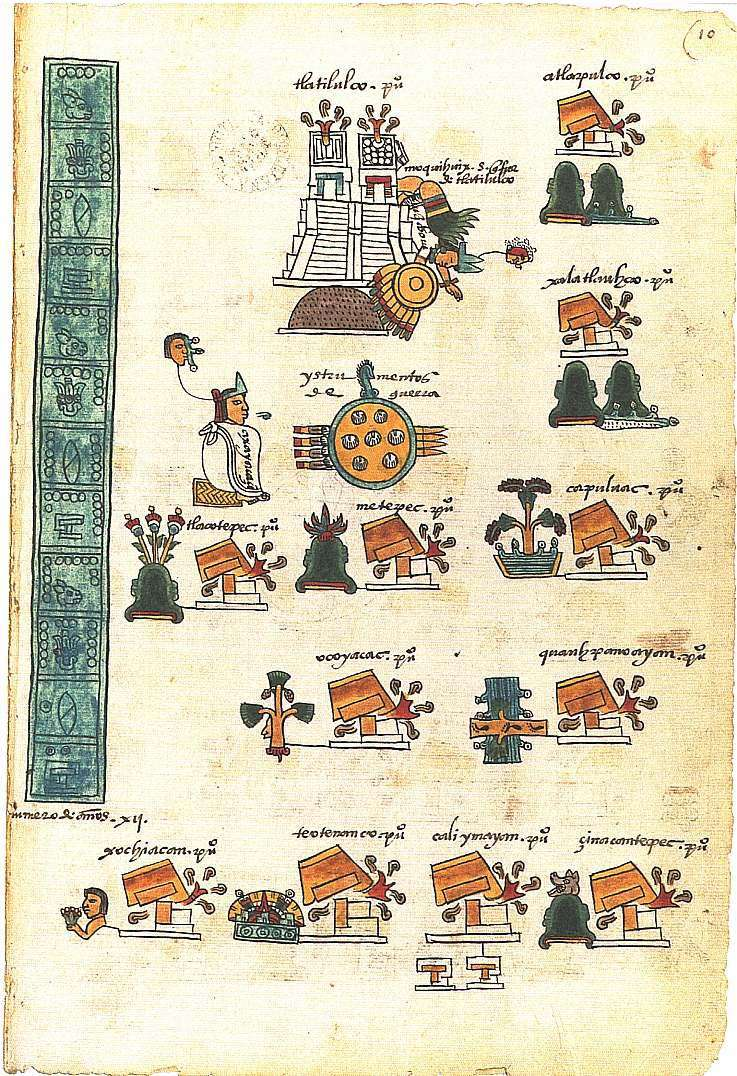
Folio 10 recto Conquistas de Axayacatl.
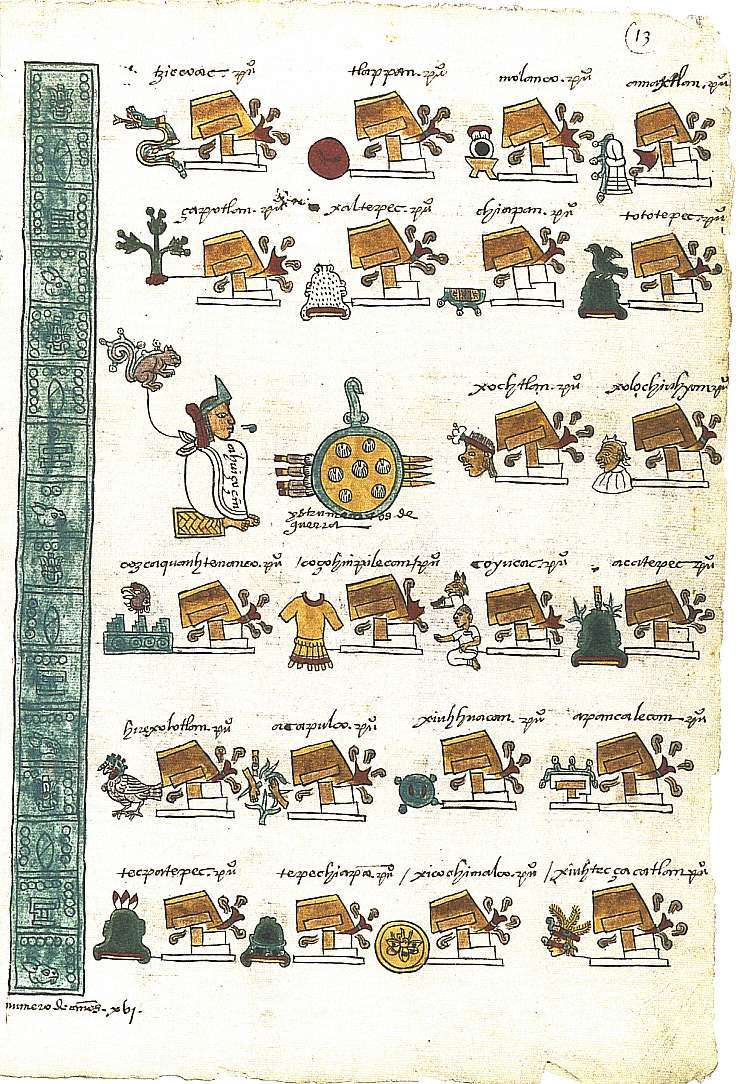
Folio 13 recto Conquistas de Ahuitzotl.

### Sección II

#### Galería

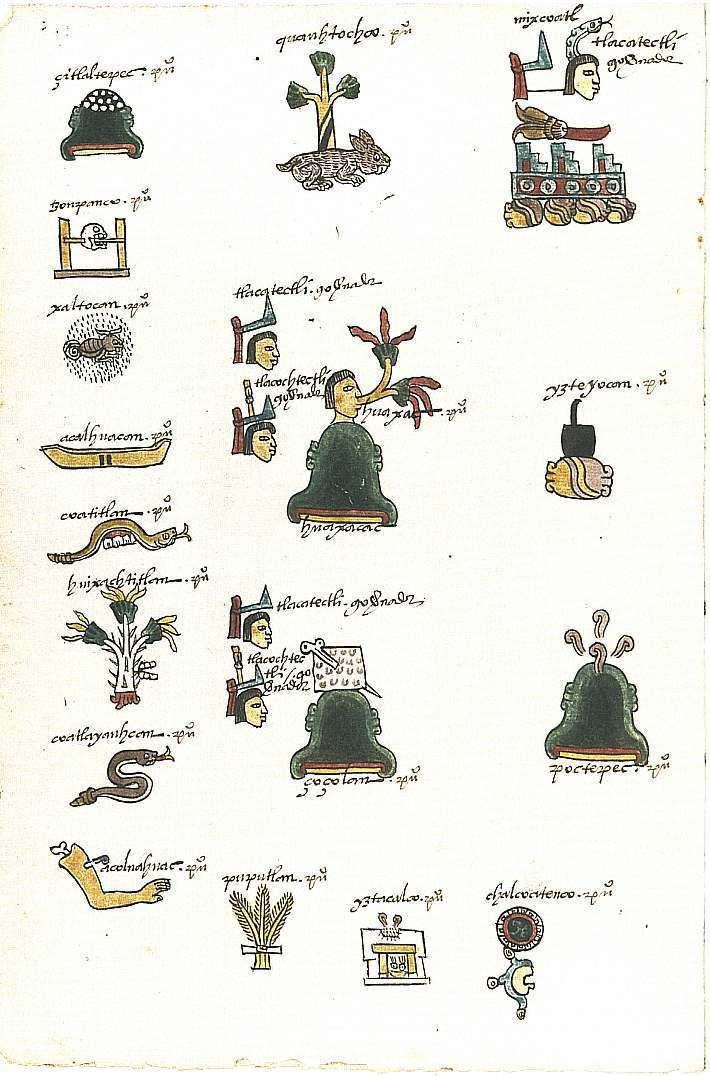
Folio 17 verso
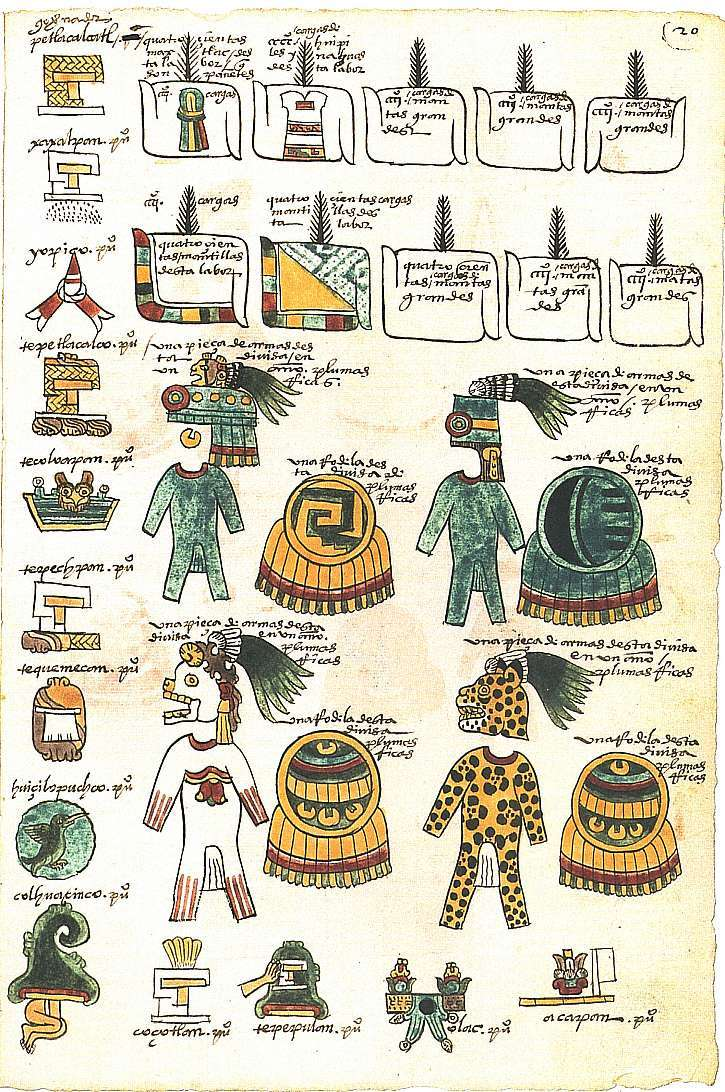
Folio 20 recto
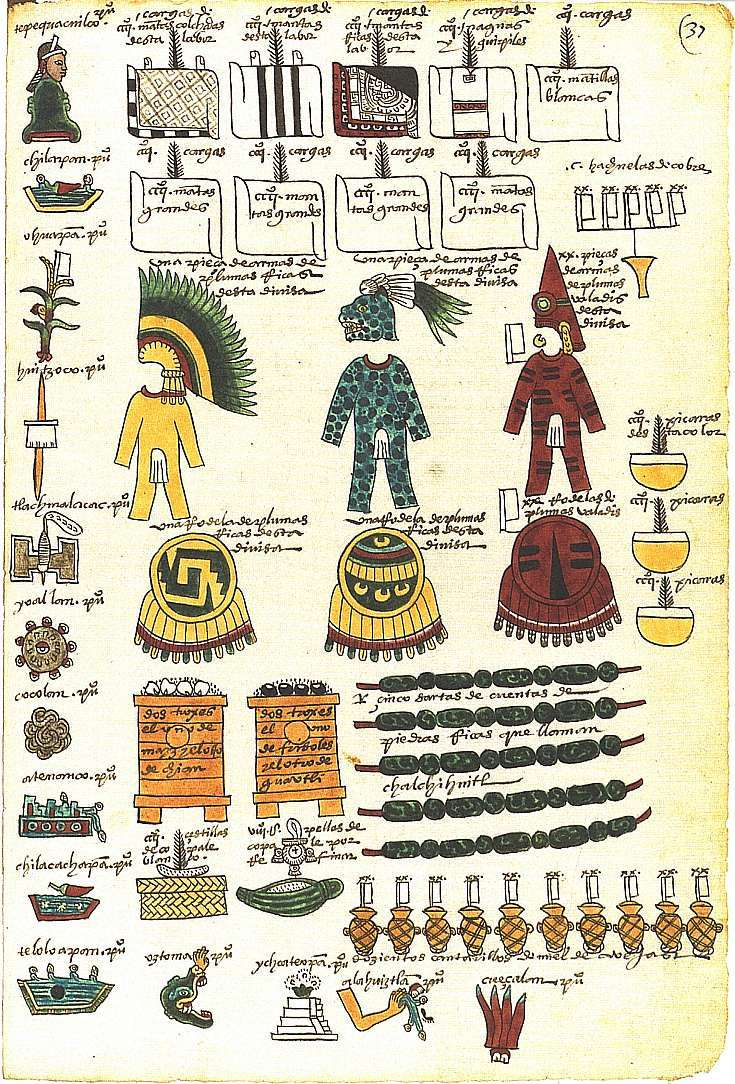
Folio 37 recto
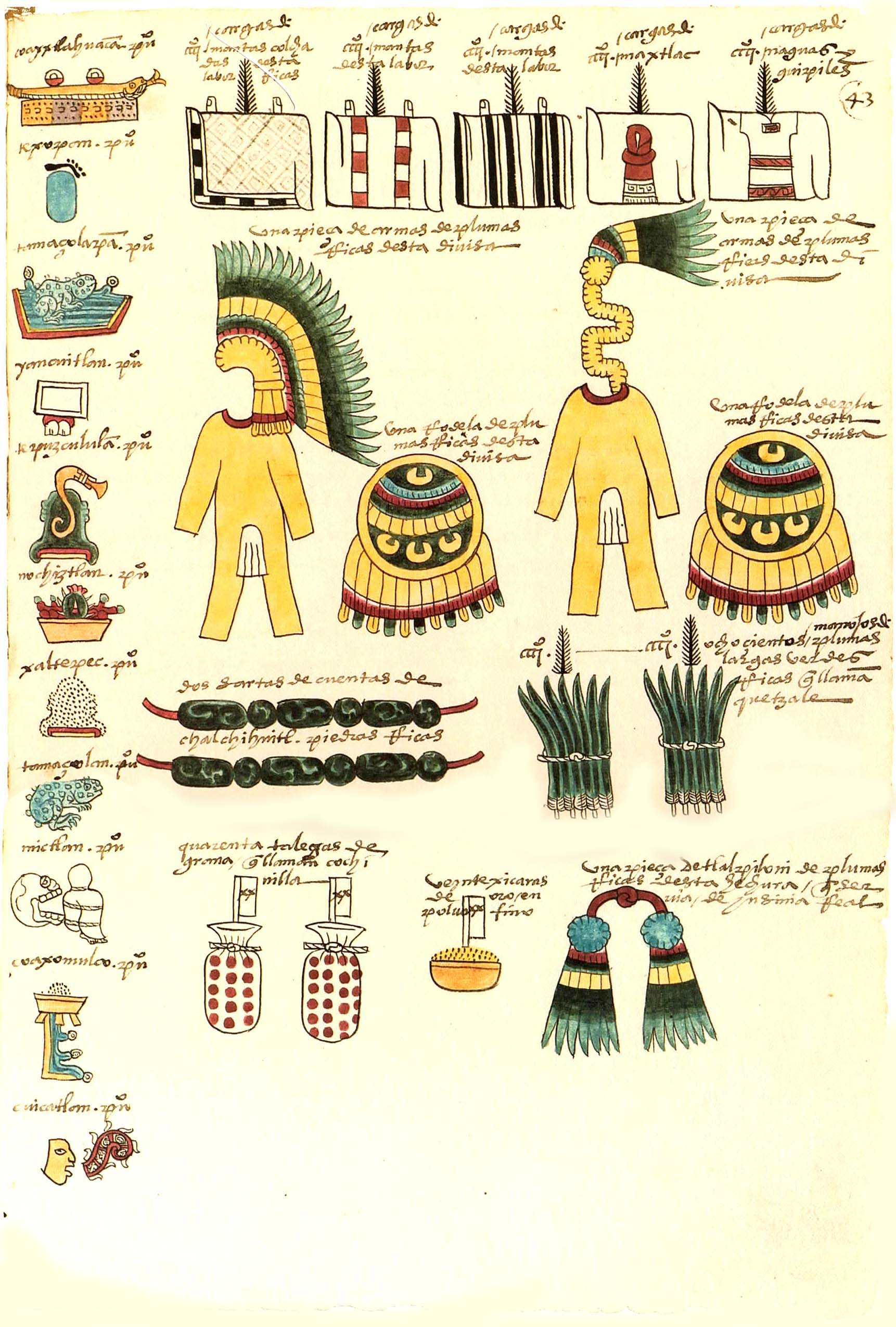
Folio 43 recto
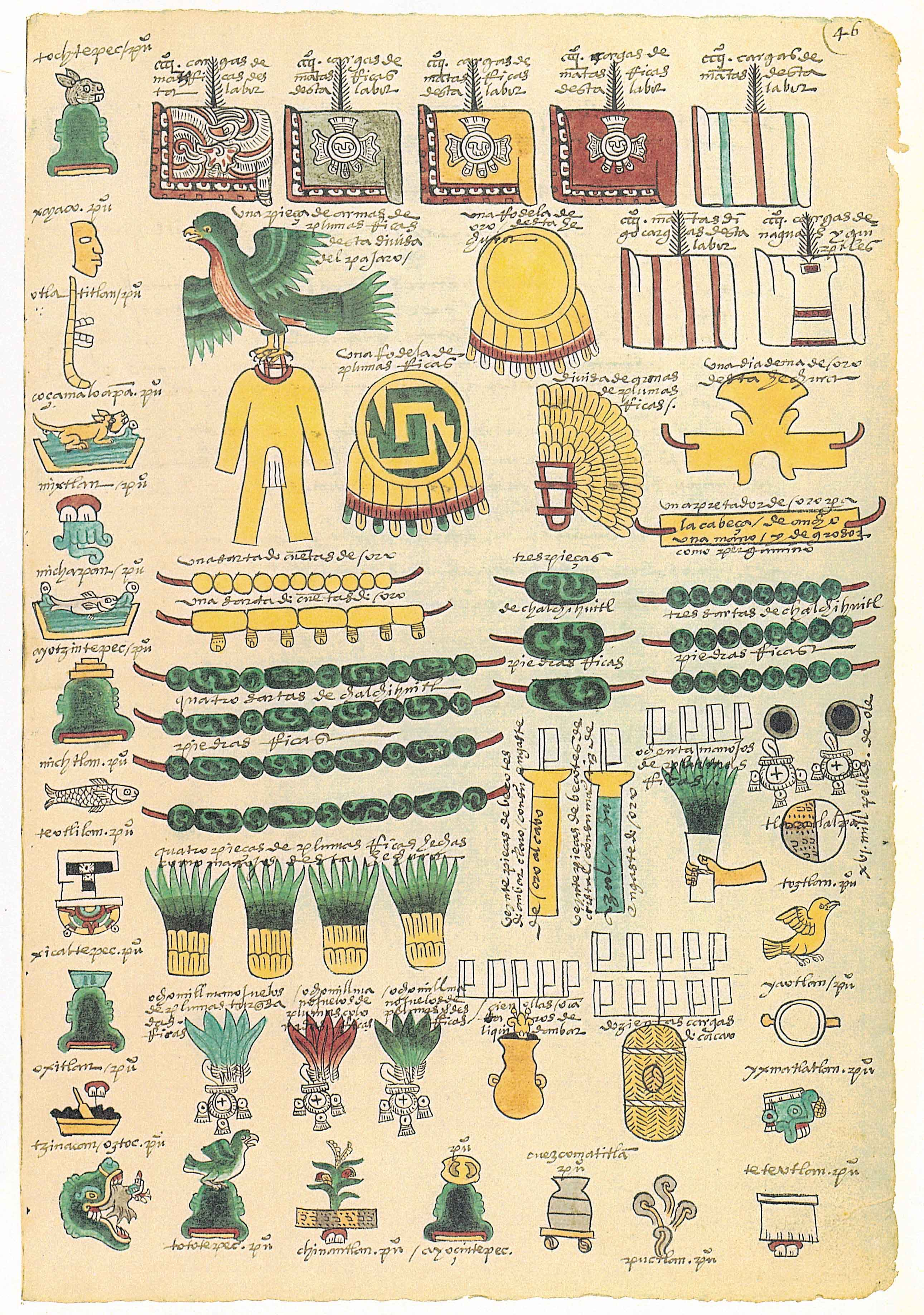
Folio 46 recto
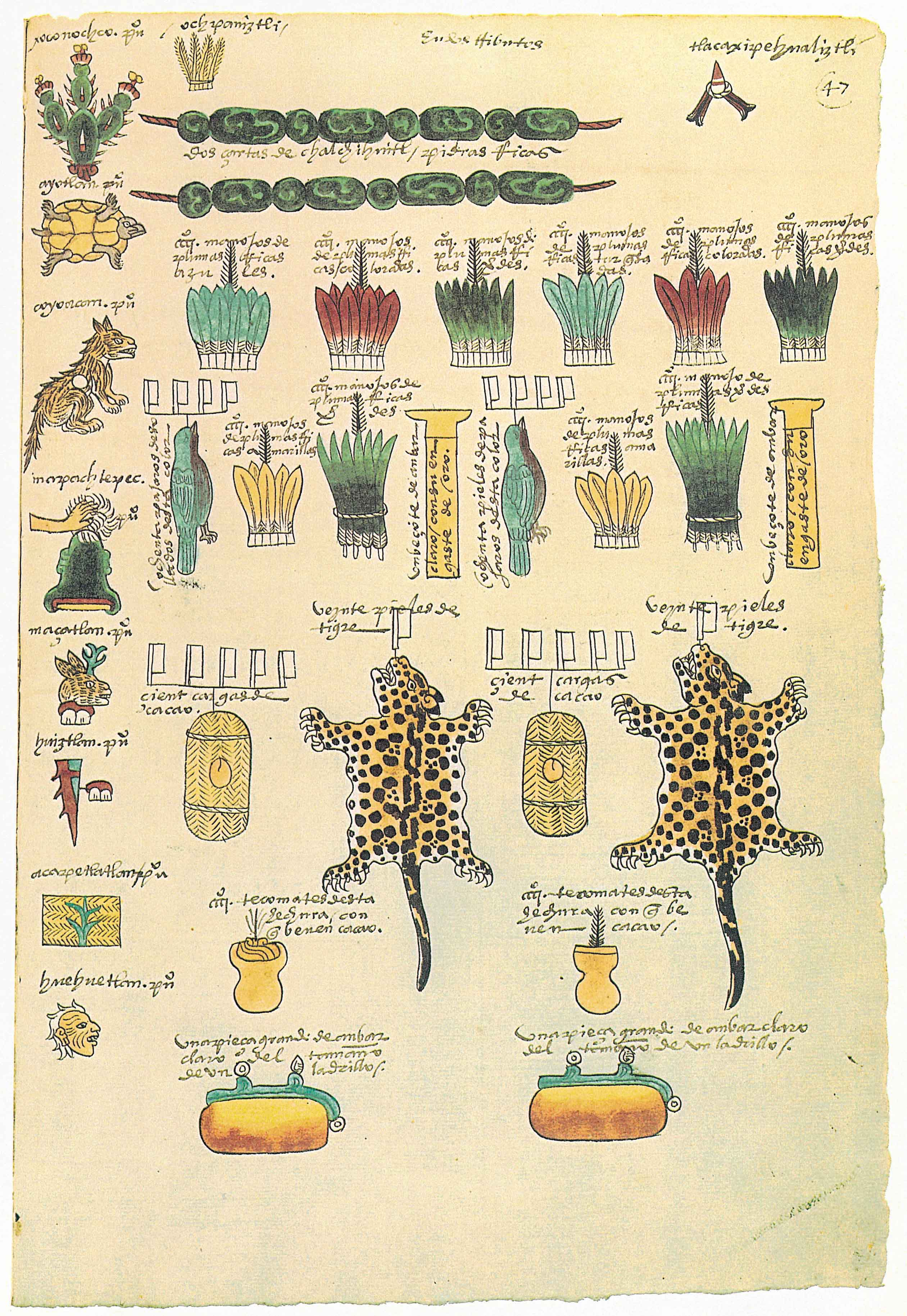
Folio 47 recto
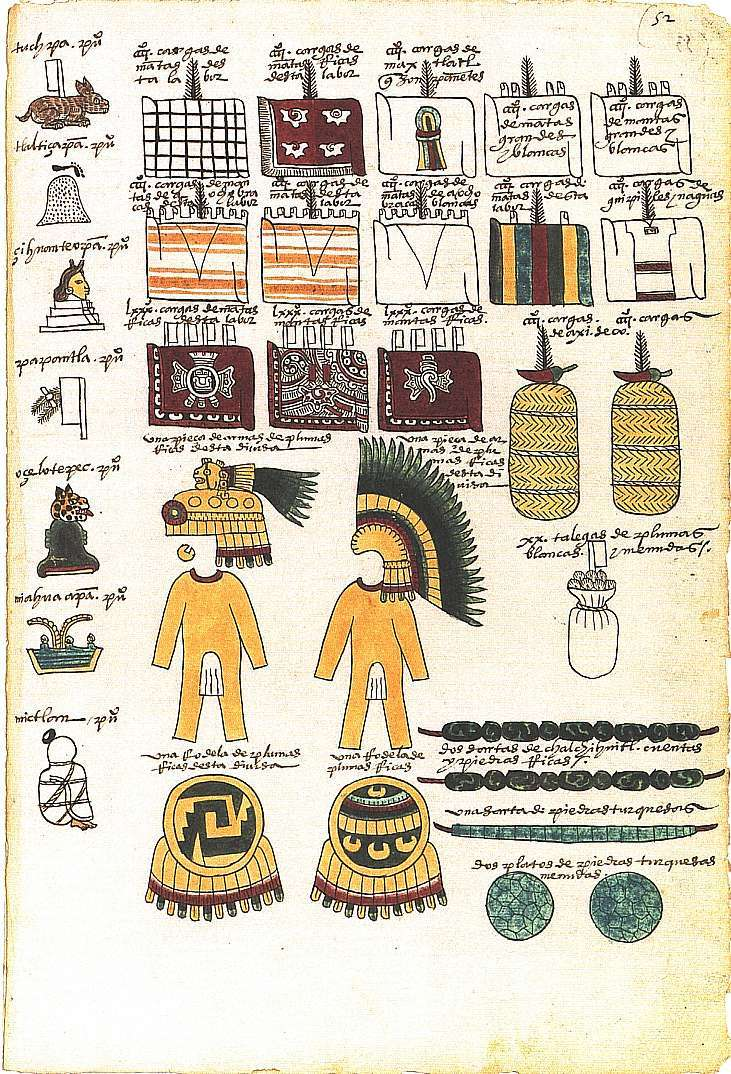
Folio 52 recto

### Sección III

#### Galería
- Folio 60 recto
Castigos y tareas de los niños de 11 a 14 años de edad.
- Folio 61 recto
Jóvenes de 15 años iniciando entrenamiento como militares o sacerdotes. Debajo, una joven de 15 años se casa.
- Folio 64 recto
Honores de sacerdotes novicios
Rangos asignados a los guerreros.
- Folio 65 recto
Rangos asignados a los sacerdotes-guerreros
Oficiales imperiales.
- Folio 67 recto
- Folio 69 recto
Teocalli de Moctezuma Xocoyotzin.